# Четири мускетара
Четири мускетара је британско-шпанско-америчко-панамски историјско-авантуристички филм. Снимљен је у режији Ричарда Лестера и сматра се за једну од најпознатијих екранизација истоименог романа Александра Диме. Филм је након премијере побрао позитивне критике како код публике тако и код критике. Премијерно је приказан 1974.

## Радња
Д’Артањан (Мајкл Јорк) је и службено постао четврти мускетар, уз своје пријатеље Атоса (Оливер Рид), Арамиса (Ричард Чејмберлен) и Портоса (Френк Финлеј). Краљ овај пут има два проблема: рат с побуњеним протестантима из Ла Рошела и своју жену, краљицу Ану од Хабзбурга (Џералдин Чаплин) која је у љубавној вези с војводом од Бакингема (Сајмон Ворд). Како би све имао под контролом, кардинал Ришеље (Чарлтон Хестон) нареди Рошфорту (Кристофер Ли), својој десној руци, да отме краљичину кројачицу Констанс де Бонасје (Ракел Велч) у коју је пак заљубљен Д’Артањан. Но, он одржава и везу с милејди де Винтер (Феј Данавеј), али један дан случајно открије да је она није онакава каквом се представља и да ради са Рошфортом којем је и љубавница. Док је био у кревету с њом, Д’Артањан је открио на њеном рамену знак који јој је утиснуо крвник како би је заувијек означио као злочинку. Полупијани Атос касније му се повјери да је то иста жена с којом се он своједобно оженио па растао кад је открио њену тајну. Милејди је чврсто одлучила осветити се Д’Артањану, јер ако проговори о њеној тајни уништиће јој живот...

## Улоге
- Оливер Рид (Атос)
- Ракел Велч (Констанс де Бонансје)
- Ричард Чејмберлен (Арамис)
- Мајкл Јорк (Д’Артањан)
- Френк Финли (Портос)
- Кристофер Ли (Рошфорт)
- Џералдин Чаплин (Ана)
- Чарлтон Хестон (Кардинал Ришеље)
- Феј Данавеј (милејди де Винтер)
- Жан-Пјер Касел (краљ Луј XIII.)
- Рој Кинер (Планше)
- Сајмон Вард (Џорџ Вилерс, 1. војвода од Бакингема)